# هيروشي موري
هيروشي موري (باليابانية: 森博嗣) (و. 1957 – م) هو روائي، من اليابان، ولد في آيتشي.

## التعليم
تعلم في جامعة ناغويا.

## مناصب وهيئات
أدار جامعة ناغويا.